# Benito Pamparacuatro
Benito Pamparacuatro Franco (Sahagún, 5 de febrero de 1897-1936) fue un político español y alcalde de Sahagún (León) entre 1931 y 1934.

## Biografía
Sus padres fueron el facundino Valentín y la asturiana Nicanora. Ejerció como tendero en una mercería de la ciudad. Estuvo soltero hasta su muerte, en 1936.
Fue el segundo alcalde español en proclamar la Segunda República a las 7:30 del 14 de abril de 1931 tras el alcalde de Éibar, Alejandro Tellería Estala. Razón por la cual el 3 de julio de 1931 el gobierno provisional de la República concedió a Sahagún el título de «Muy ejemplar ciudad».

En diciembre de 1931 prohibió la procesión de la Inmaculada Concepción.

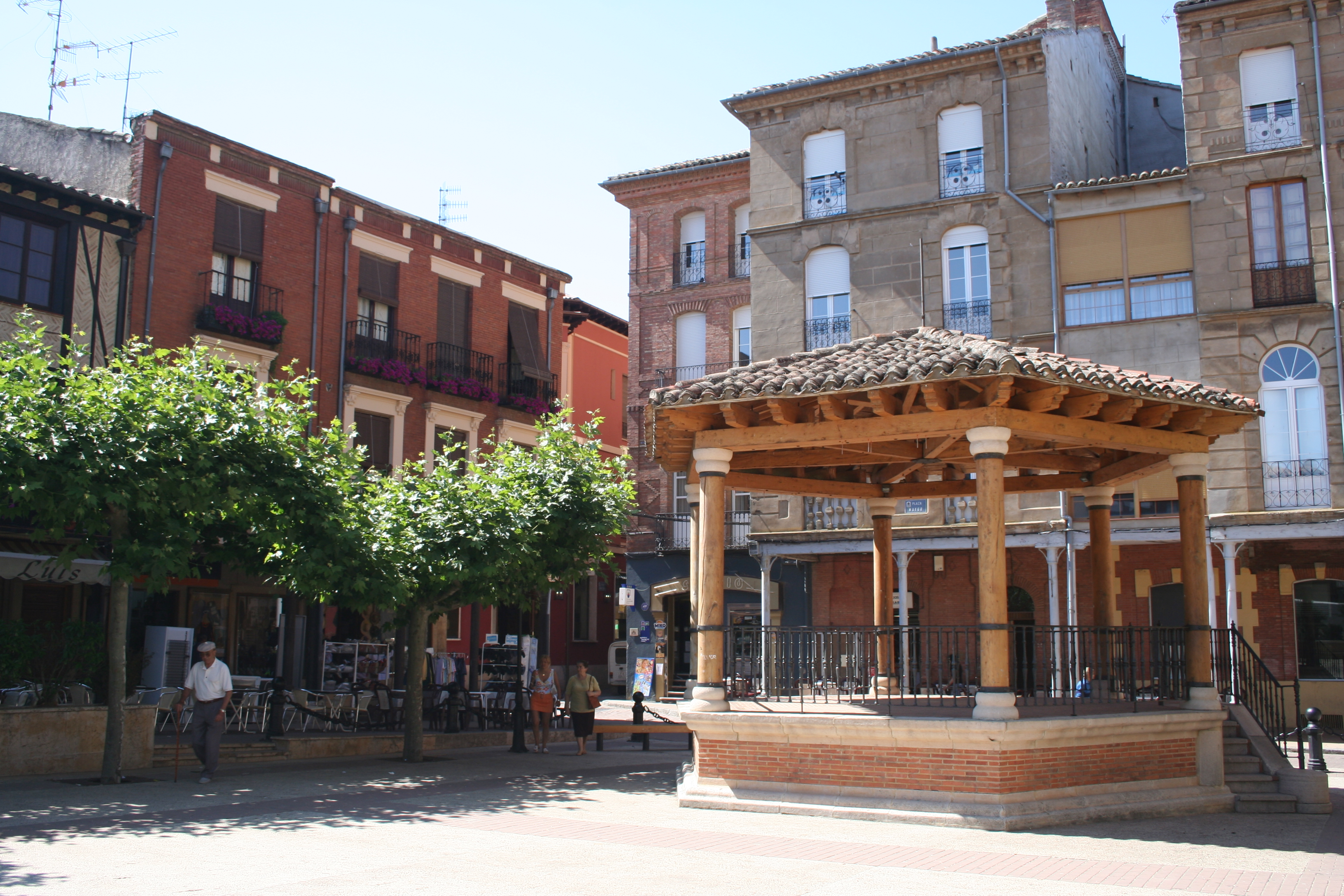
Plaza Mayor de Sahagún, donde fue proclamada la Segunda República española.

El 9 de octubre de 1934 el gobernador de la Provincia destituye a toda la corporación municipal de Sahagún, salvo a tres concejales, y nombra directamente, otros ocho para sustituirlo, quedando el ayuntamiento bajo la supervisión del subteniente de línea.
Tras el Golpe de Estado de julio de 1936, y ayudado por un empleado del bar España, huye a San Andrés del Rabanedo. Días después es llevado al Parador de San Marcos y ajusticiado por militantes de Falange en León el 4 de agosto. Tenía 39 años.

## Homenajes
Con motivo del 75 aniversario de la proclamación de la República el Ayuntamiento de Sahagún aprobó declarar a Pamparacuatro Hijo Predilecto de la villa.